# Ned Gourdin
Edward Orval "Ned" Gourdin, född den 10 augusti 1897 i Jacksonville i Florida, död den 21 juli 1966 i Quincy i Massachusetts, var en amerikansk friidrottare, officer, åklagare och domare.
Gourdin tog silver i längdhopp vid olympiska sommarspelen 1924 i Paris.

## Uppväxt
Gourdin växte upp i en fattig familj i Jacksonville och hade åtta syskon. Hans far arbetade i köttindustrin och var delvis seminole. Gourdin hade högst betyg i sin avgångsårskull i high school 1916 och därefter flyttade hela familjen till Cambridge i Massachusetts för att han skulle kunna genomgå en ettårig förberedande utbildning, för att hösten 1917 kunna skriva in sig vid prestigefyllda Harvard Universitys juridiska fakultet Harvard Law School.

## Karriär
Under Gourdins tid vid Harvard, som sträckte sig till 1924, tävlade han för universitetets idrottsförening Harvard Crimson. Han försökte kvalificera sig för OS 1920 i Antwerpen i både kortdistanslöpning och längdhopp, men misslyckades. Året efter blev han amerikansk mästare i både längdhopp och femkamp. Samma år, under en friidrottstävling mellan å ena sidan de amerikanska universiteten Harvard och Yale och å andra sidan de brittiska universiteten Oxford och Cambridge, satte han ett nytt världsrekord i längdhopp med ett hopp på 7,69 meter, vilket också var första gången som någon hoppade längre än 25 fot. Hoppet var ett rekord för Harvard-studenter ända fram till 2014. I samma tävling vann han på 100 yards före bland andra britten Harold Abrahams. Denne vann tre år senare guld på 100 meter vid OS i Paris, vilket 1981 skildrades i den Oscarsbelönade filmen Triumfens ögonblick. Gourdin försvarade sin amerikanska titel i femkamp 1922.
Direkt efter det att Gourdin hade slutfört sina studier vid Harvard deltog han vid OS 1924 i Paris. Hans studier inför slutproven gjorde att han inte hade hunnit träna så mycket som han hade önskat. Dagen före längdhoppet skulle avgöras blev han av med världsrekordet till landsmannen Robert LeGendre, som satte rekordet under den olympiska femkampstävlingen och inte var anmäld till längdhoppstävlingen. Gourdin hoppade i finalen 7,275 meter, vilket räckte till en silverplats bakom landsmannen DeHart Hubbard, som vann på 7,445 meter. Dagen efter hoppade Gourdin vid en uppvisningstävling längre än LeGendres världsrekord, men detta erkändes inte som nytt rekord eftersom det inte var en officiellt sanktionerad tävling.

## Yrkesliv

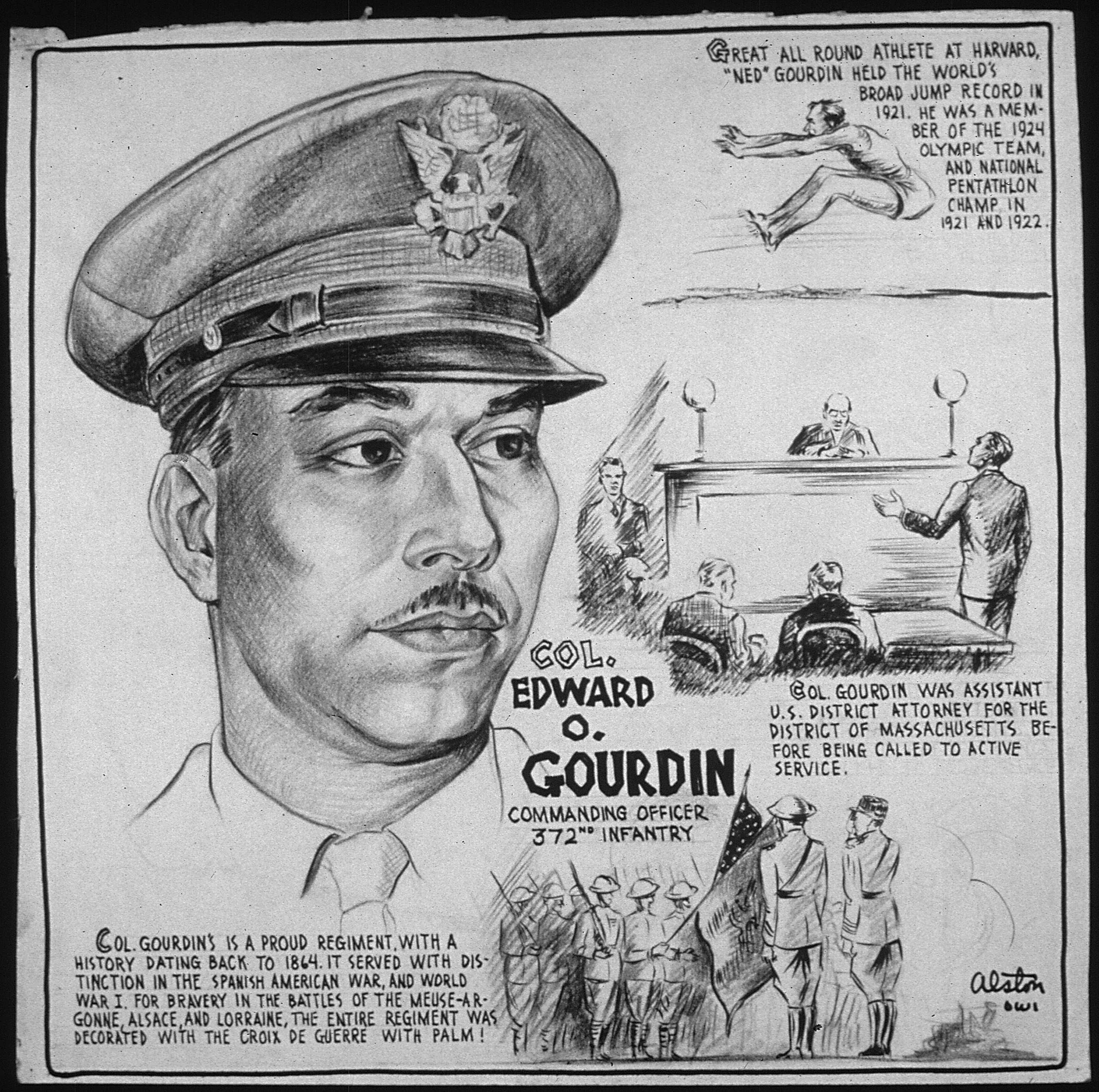
Teckning av Gourdin som officer.

På grund av sin hudfärg hade Gourdin svårt att få arbete som jurist trots sin examen från Harvard. I stället engagerade han sig politiskt, först i det Republikanska partiet och sedan i det Demokratiska partiet. Där skaffade han sig kontakter, vilket ledde till att han utsågs till biträdande federal åklagare i Massachusetts 1936. Han innehade denna position fram till 1951, förutom under andra världskriget.
1941–1947 tjänstgjorde Gourdin, som 1925 hade gått med i USA:s nationalgarde, som officer vid USA:s 372:a infanteriregemente, en segregerad enhet. Han fortsatte att tjänstgöra i nationalgardet fram till 1959, då han hade avancerat till brigadgeneral. Han var den första afroamerikanen i Massachusetts att nå denna höga rang.
I den civila karriären utsågs Gourdin till domare vid Roxbury District Court 1951. Han avancerade till Massachusetts Superior Court, delstatens näst högsta domstol, 1958. Även i denna egenskap var han den första afroamerikanen någonsin.

## Död
Gourdin avled den 21 juli 1966 i sin dåvarande hemstad Quincy. Dödsorsaken var cancer. Till hans begravning kom tusentals personer, bland andra Massachusetts guvernör John A. Volpe.

## Eftermäle
En målning föreställande Gourdin avtäcktes 1997 i en domstolsbyggnad i Boston.
En liten park i Boston-stadsdelen Roxbury uppkallades 2010 efter Gourdin och tillägnades honom och andra afroamerikanska krigsveteraner. I parken restes 2023 en bronsstaty över Gourdin.

## Privatliv
Gourdin träffade sin framtida hustru Amalia Ponce vid tävlingen där han satte världsrekord 1921. Två år senare gifte de sig, och tillsammans fick paret tre döttrar och en son. Gourdin bodde under många år i Roxbury, men flyttade till Quincy när barnen blev stora och flyttade hemifrån.

## Personliga rekord
- Längdhopp – 7,69 meter (23 juli 1921 i Cambridge)